# Клівлендський музей мистецтв
Клівлендський музей мистецтв (англ. Cleveland Museum of Art) — художній музей у місті Клівленд (Огайо, США). Музей засновано 1913 року.

## Історія
Клівлендський музей мистецтв було засновано 1913 року за ініціативи місцевих промисловців Гінмана Гарлбата, Джона Гантінгтона та Гораса Келлі. 1916 року з південного боку Вайд-парку було завершено спорудження неокласичного будинку з білого мармуру. Кошторис будівництва становив 1,25 млн доларів США. Сам Вайд-парк і музей спроєктувало місцеве архітектурне бюро Габбл і Бенес, як єдиний комплекс, де музею відводилося центральне місце. Сам музей було відкрито для публіки 6 червня 1916 року.
2005 року почалися великі роботи з реконструкції музею та прибудови додаткових приміщень.
Сьогодні музей і парк занесено до Національного реєстру історичних місць США

## Фонди

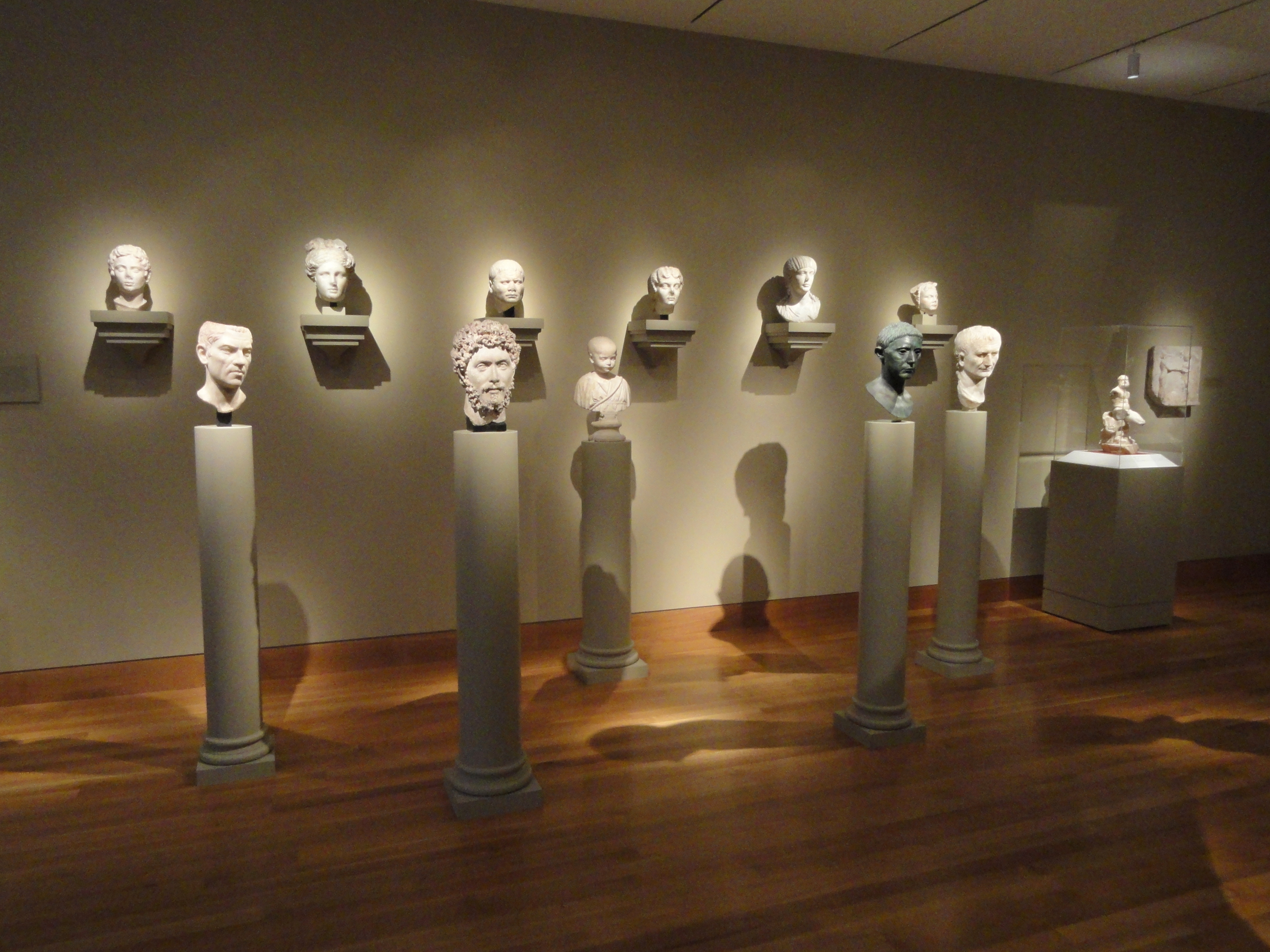
Давньоримський скульптурний портрет. Клівлендський музей мистецтв

У фондах музею зберігається близько 46 000 витворів мистецтва. Особливо багатими є колекції мистецтва доколумбових цивілізацій, мистецтва Азії, європейського середньовічного мистецтва. Окрім того музей має великі колекції західноєвропейського живопису 16-20 століть та американського живопису.

## Італійський живопис збірки

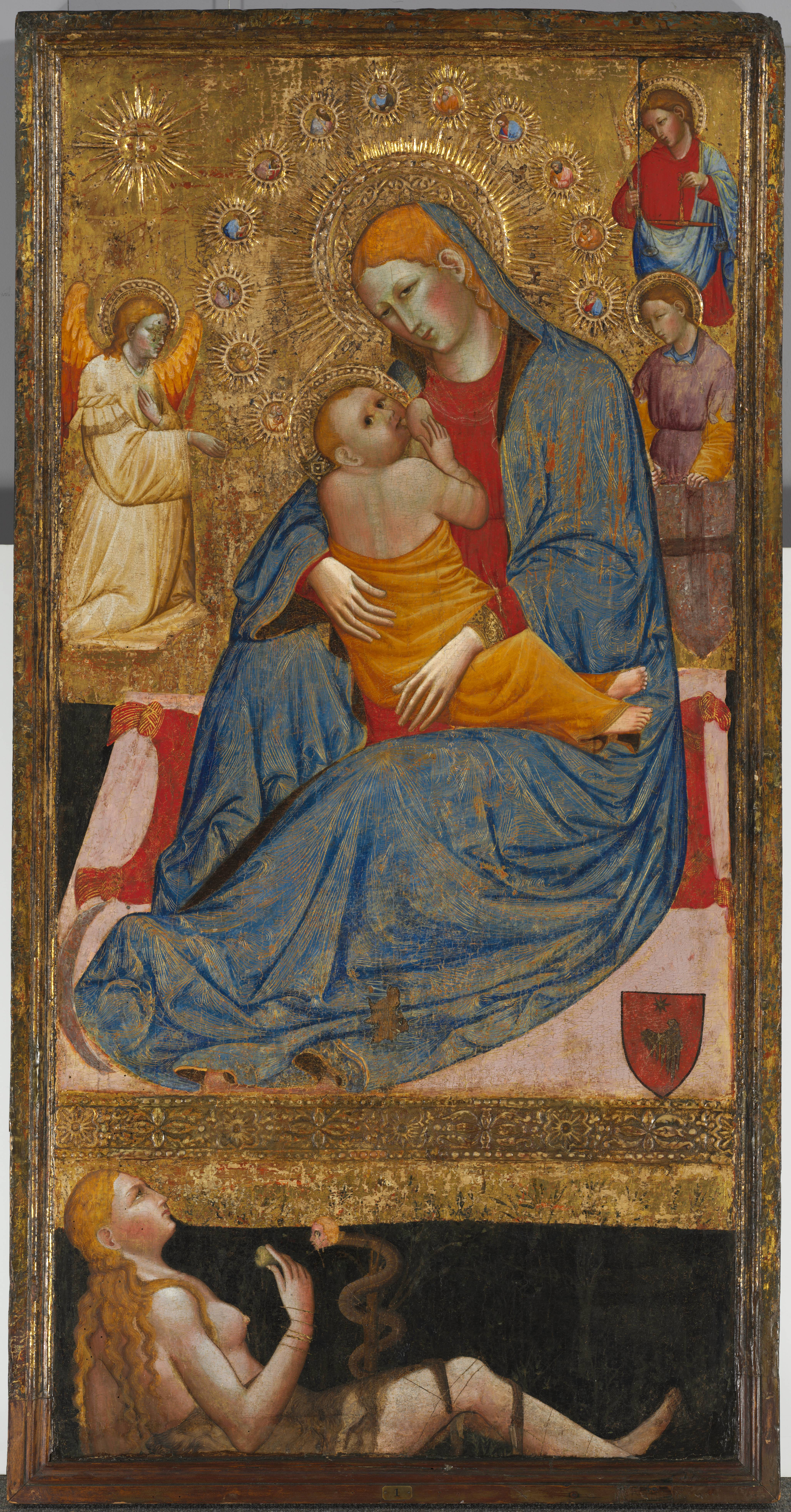
Худ. Олівуччо ді Чіккарелло да Камеріно. «Мадонна з немовлям як спокутування гріха Єви, що на пределлі ікони», бл. 1400 р.

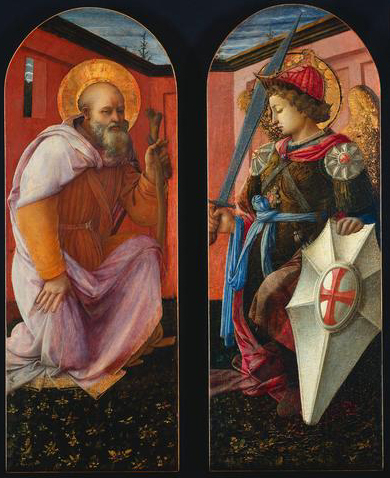
Філіппо Ліппі. Святий Антоній і архангел Михаїл
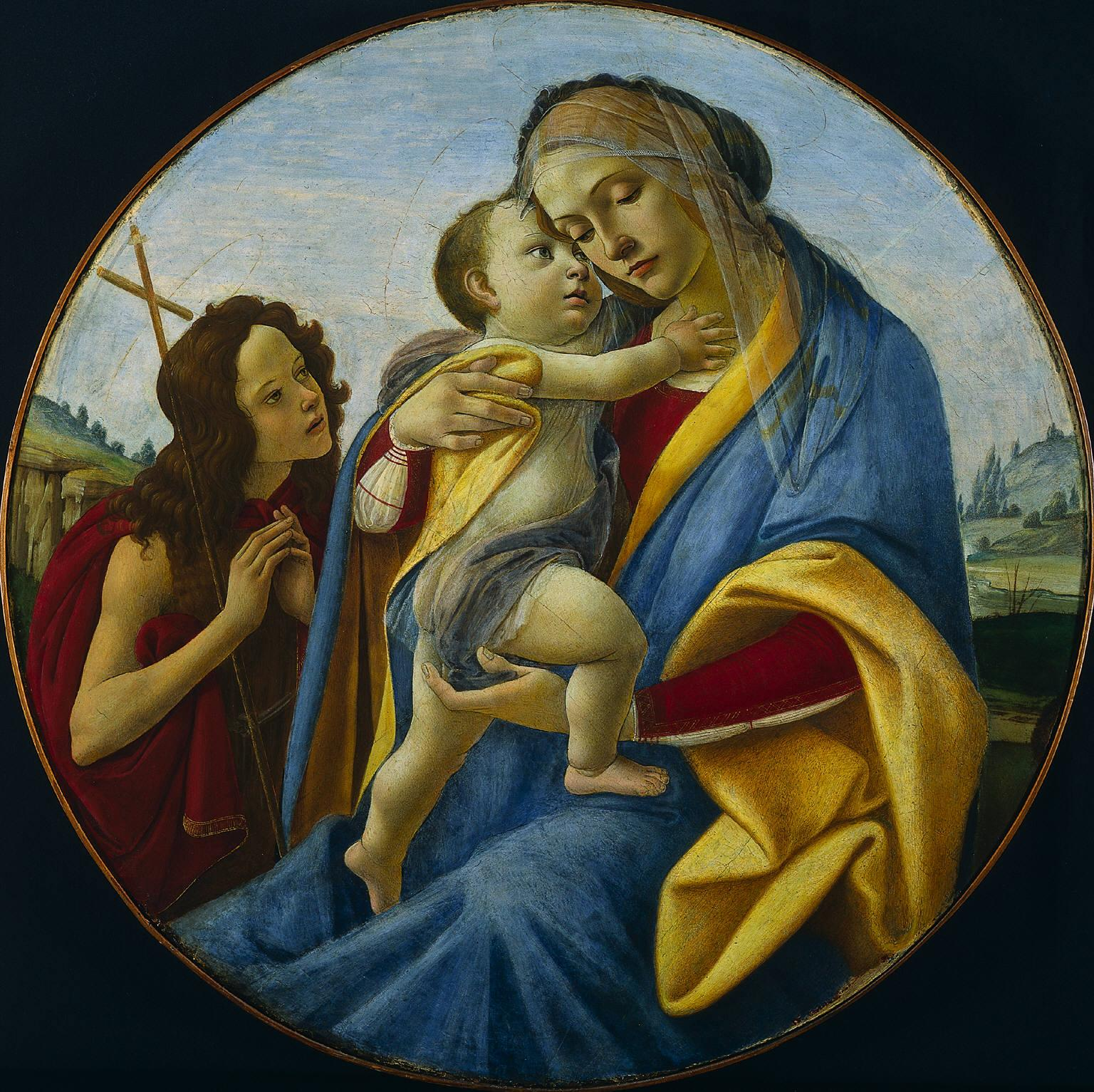
Майстерня Сандро Боттічеллі. «Мадонна з немовлям та Іваном Хрестителем дитиною», деревина, темпера.
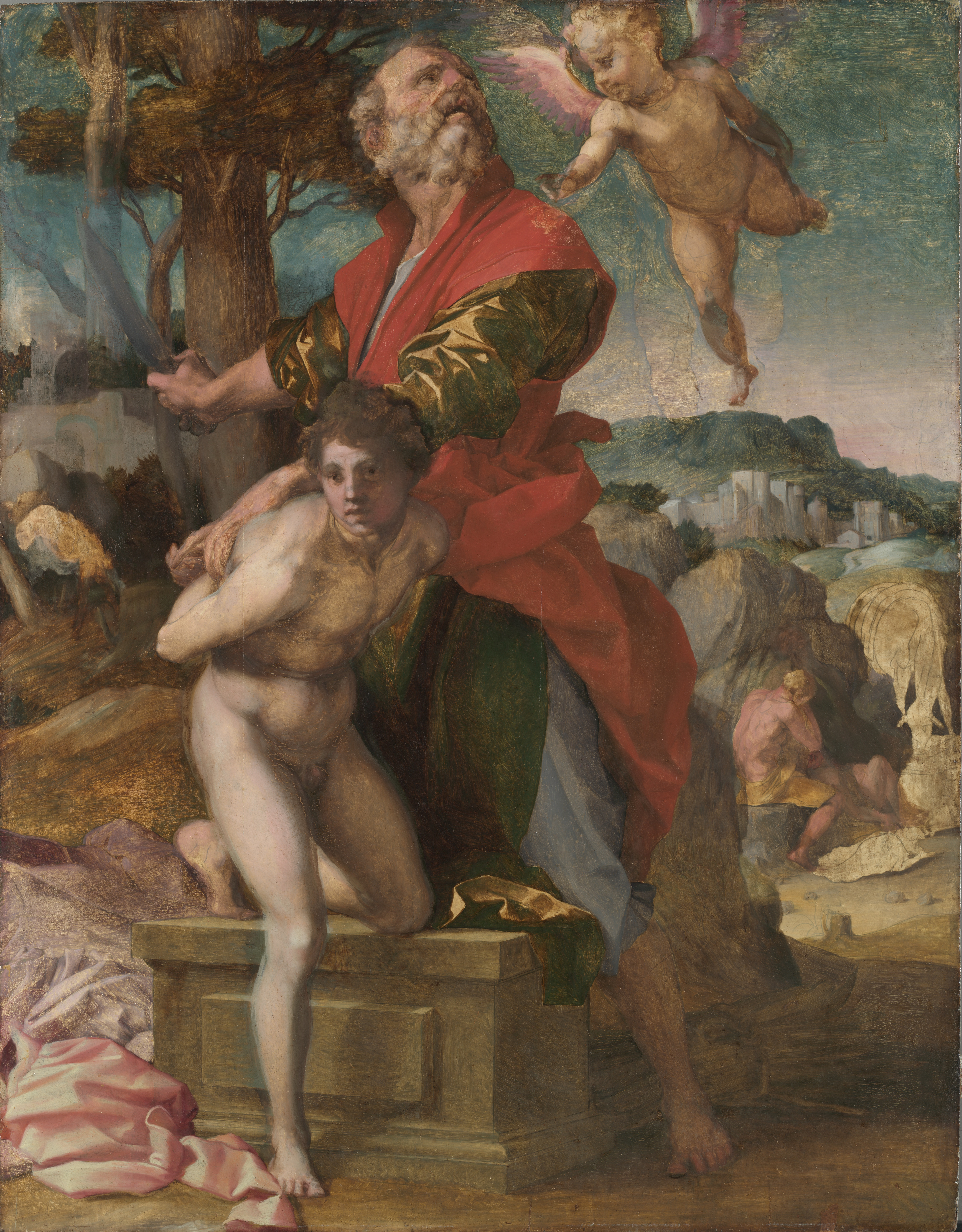
Андреа дель Сарто. Пожертва Ісака (1527)
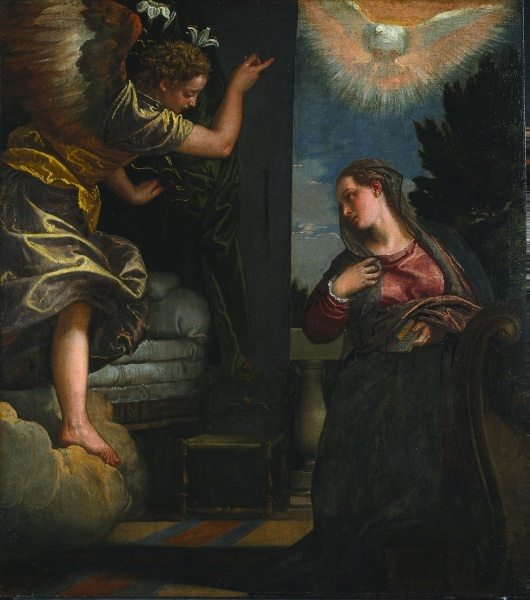
Паоло Веронезе. «Благовіщення»
Караваджо. Розп'яття святого Андрія
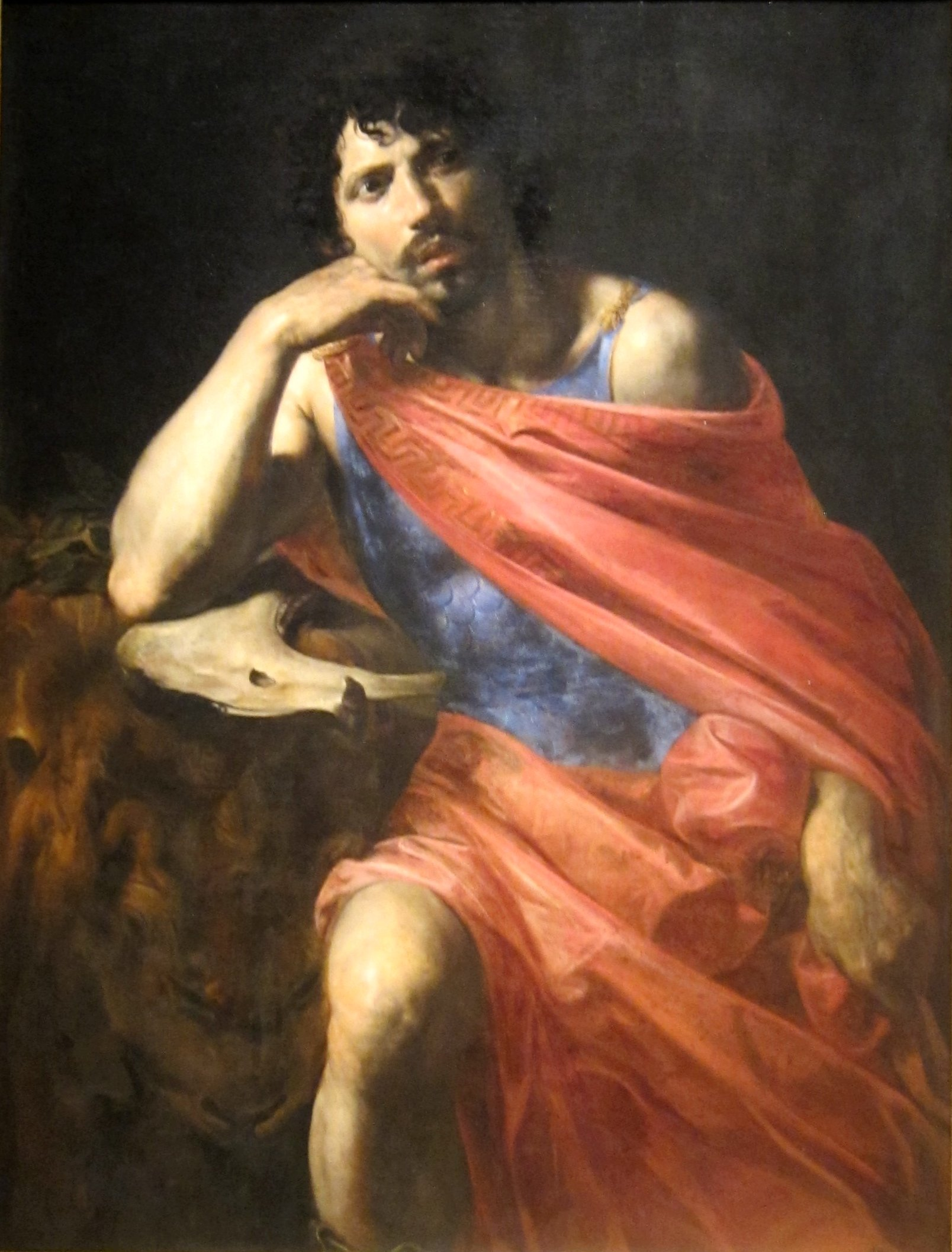
Валантен де Булонь. «Самсон». бл. 1630 р.
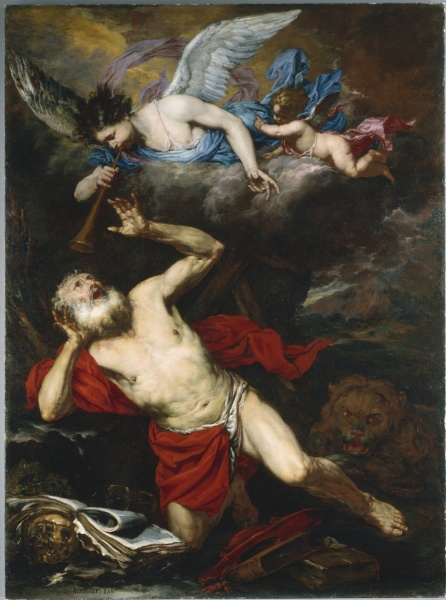
Джованні Баттіста Ланджетті. «Смертний час св. Єроніма»,бл. 1660 р.
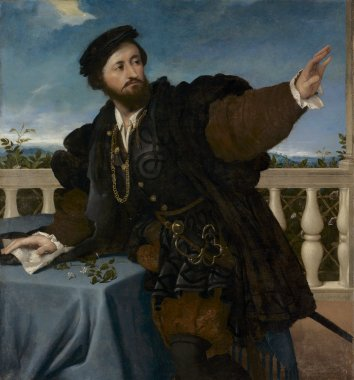
Лоренцо Лотто. «Портрет невідомого у відкритій галереї», 1525 р.

## Обрані твори (галерея)

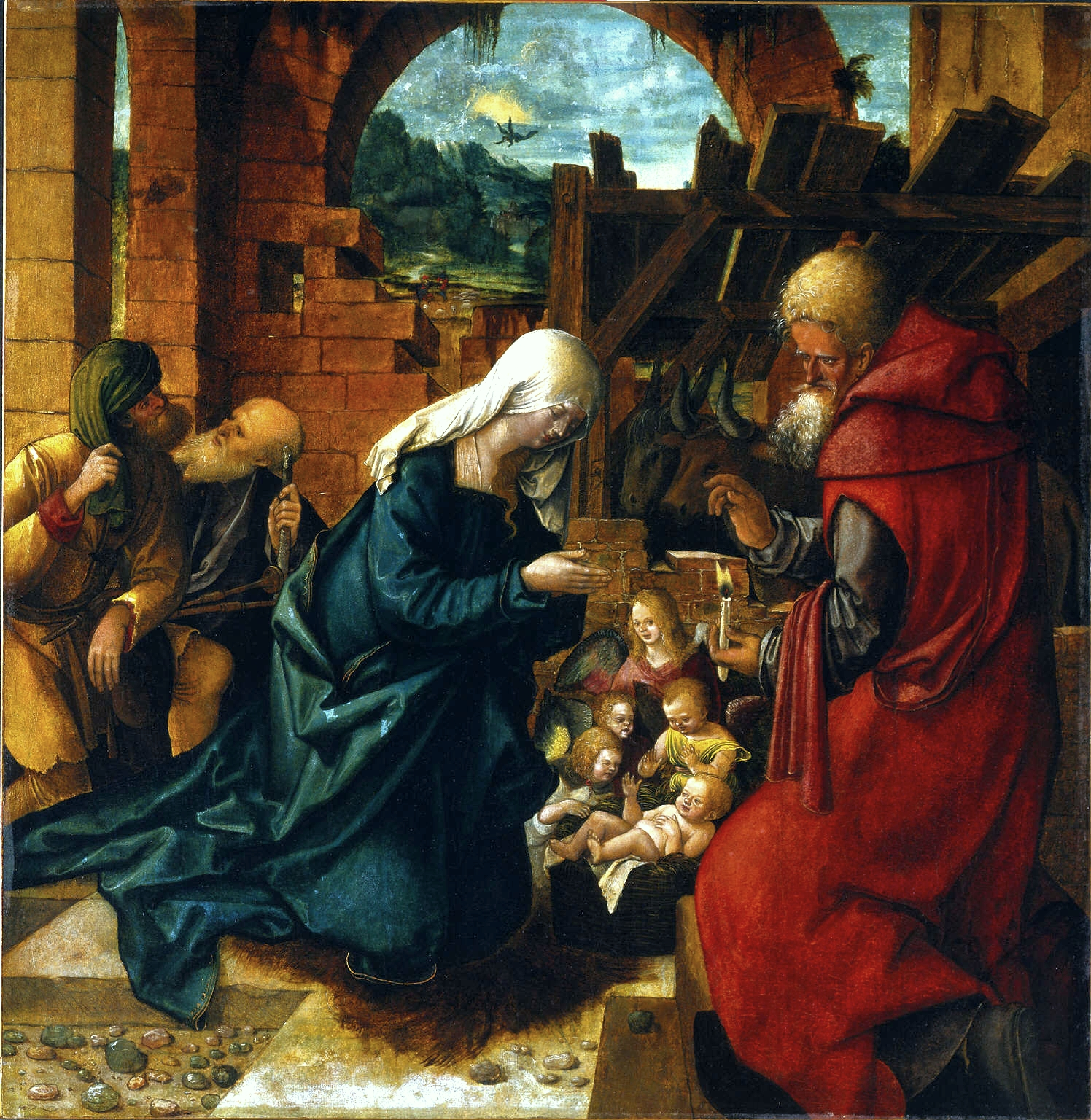
Ганс Шауфелен. «Поклоніння пастухів», бл. 1510 р.
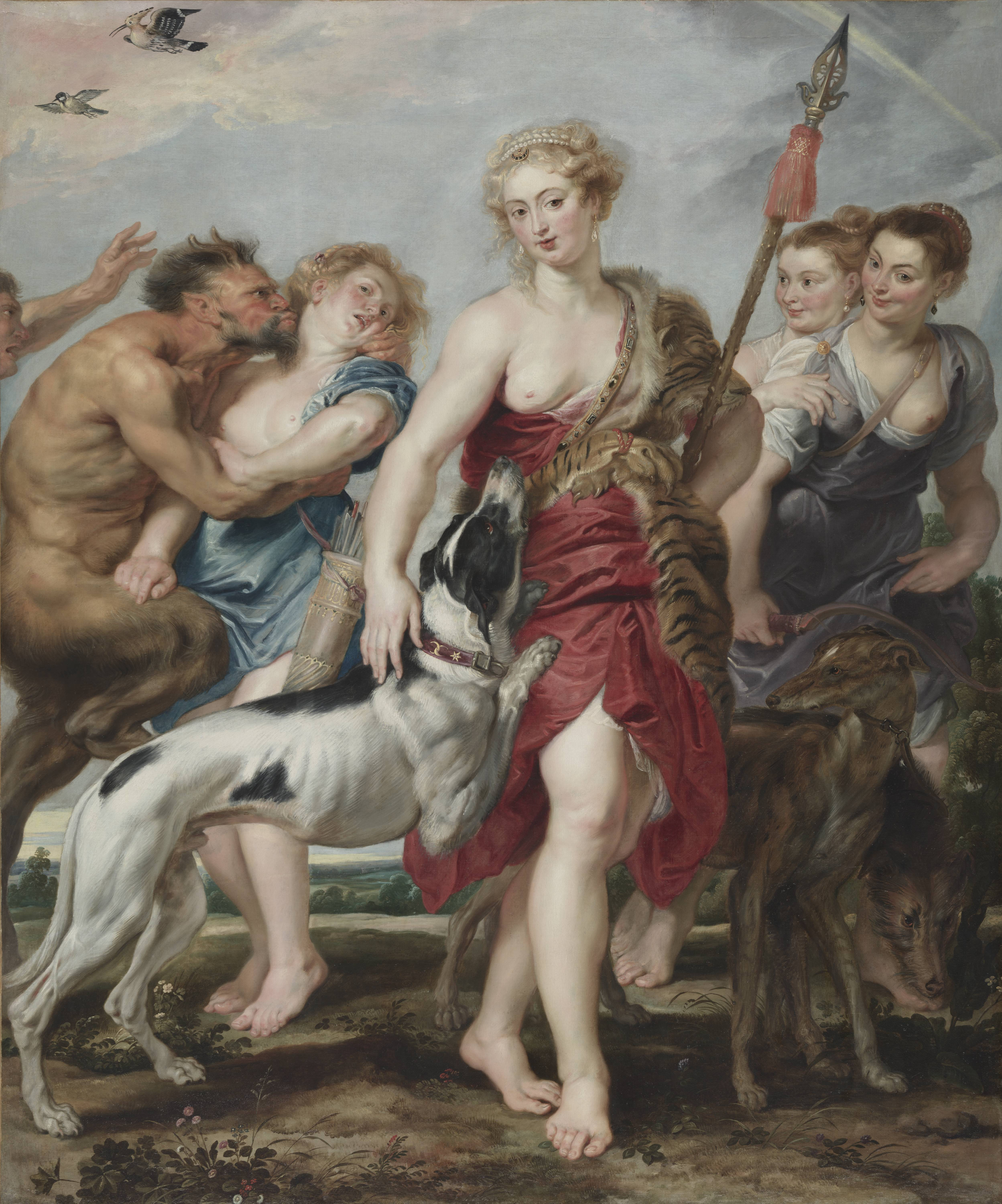
Рубенс. Діана з німфами
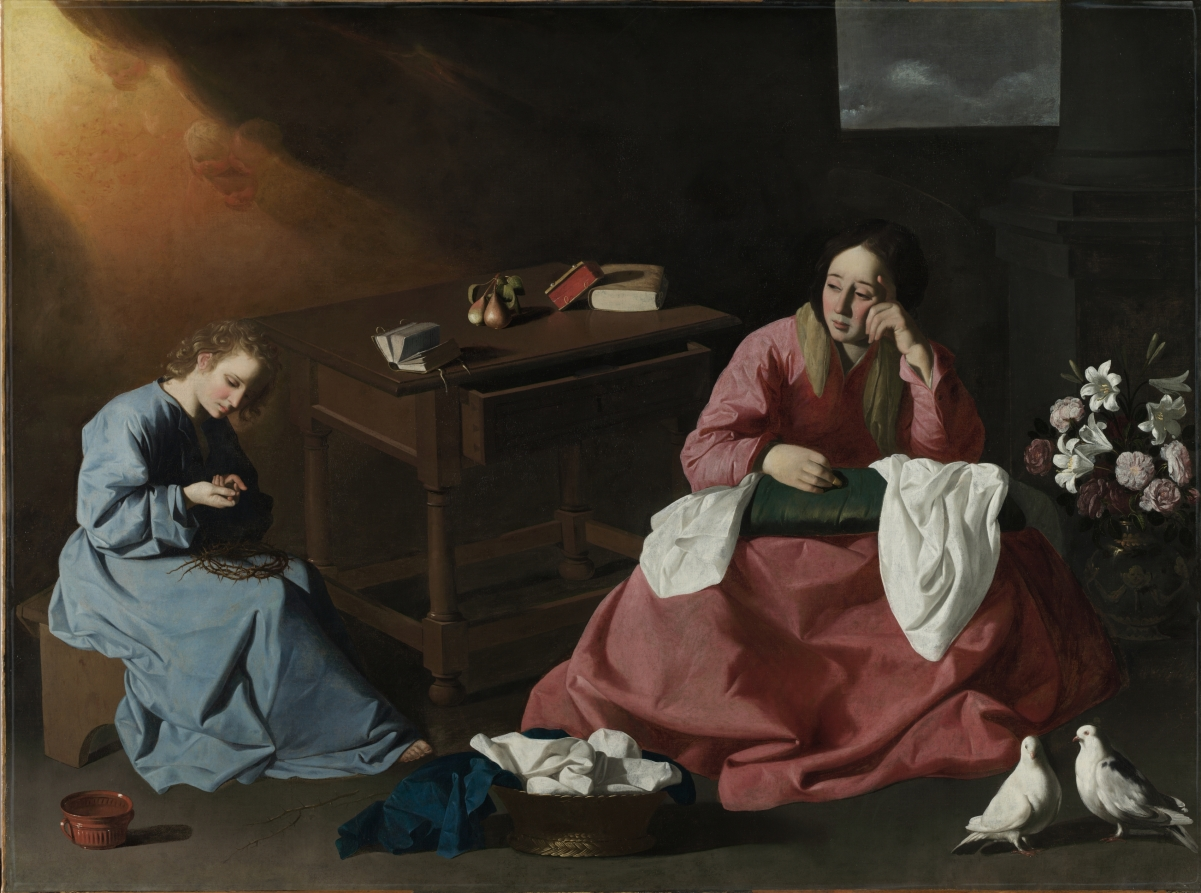
Франсіско де Сурбаран. Малий Ісус вдома у Назареті
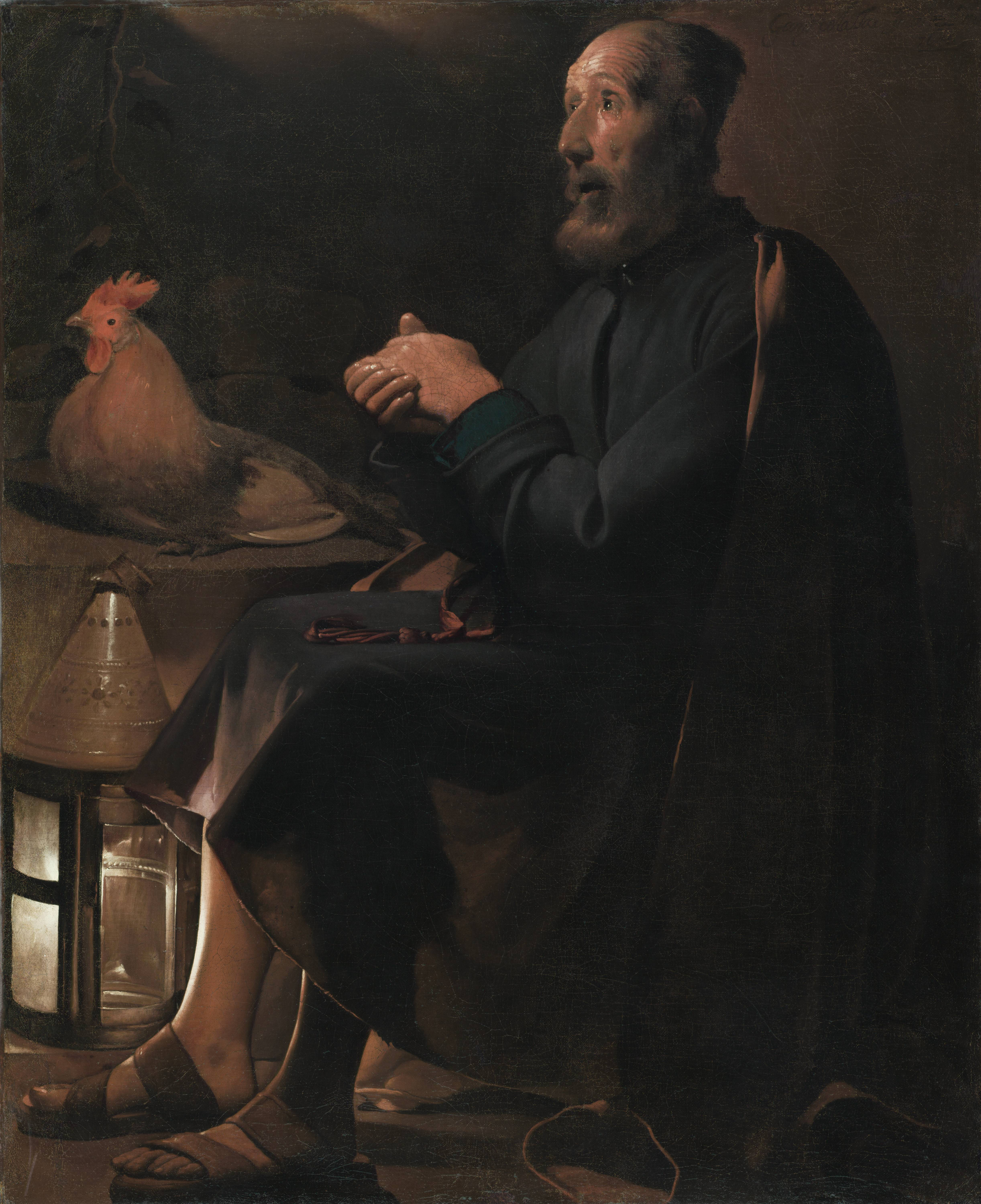
Жорж де ла Тур. Зречення святого Петра
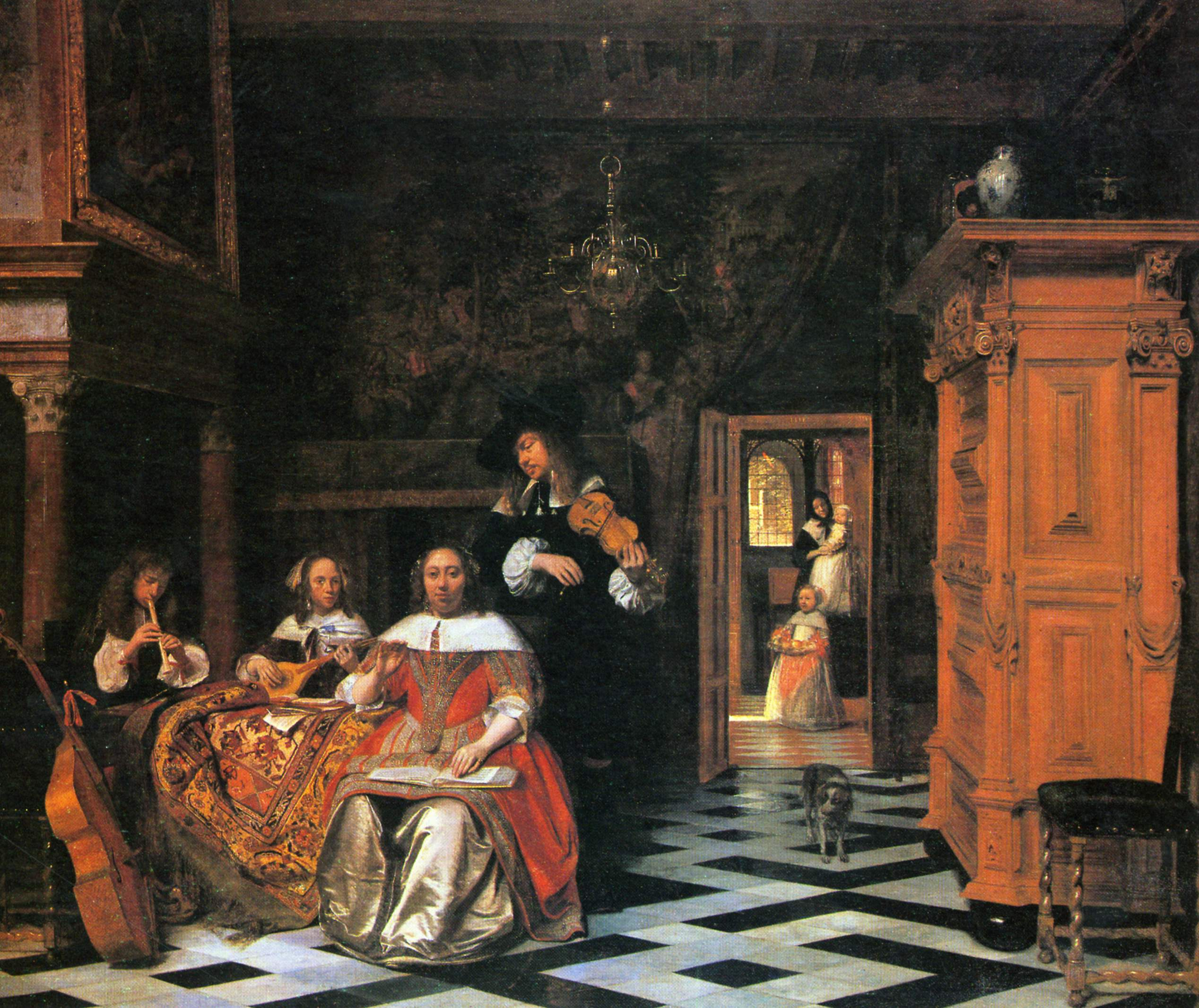
Пітер де Хох. Музична родина
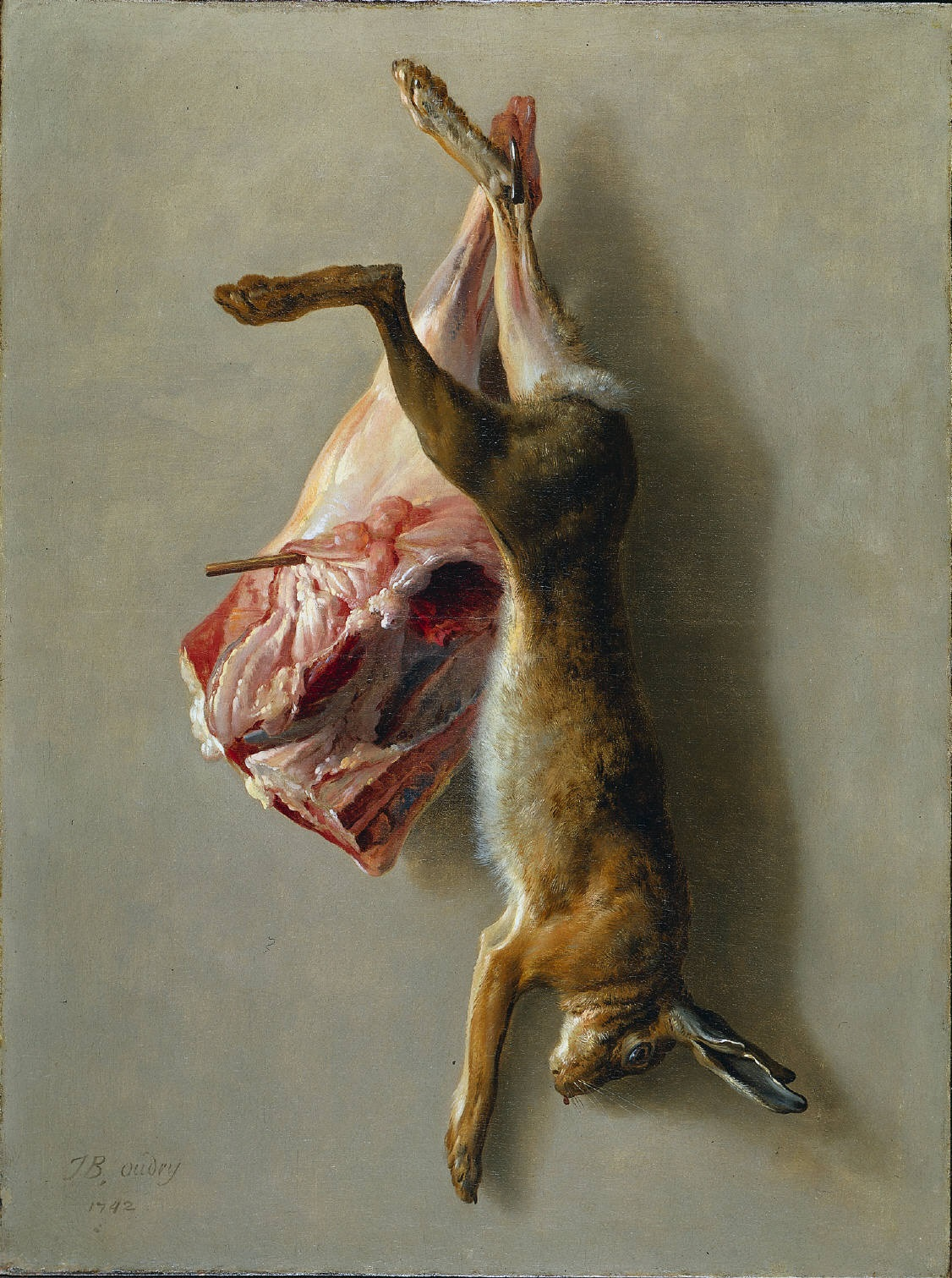
Жан-Батіст Удрі. Натюрморт із зайцем
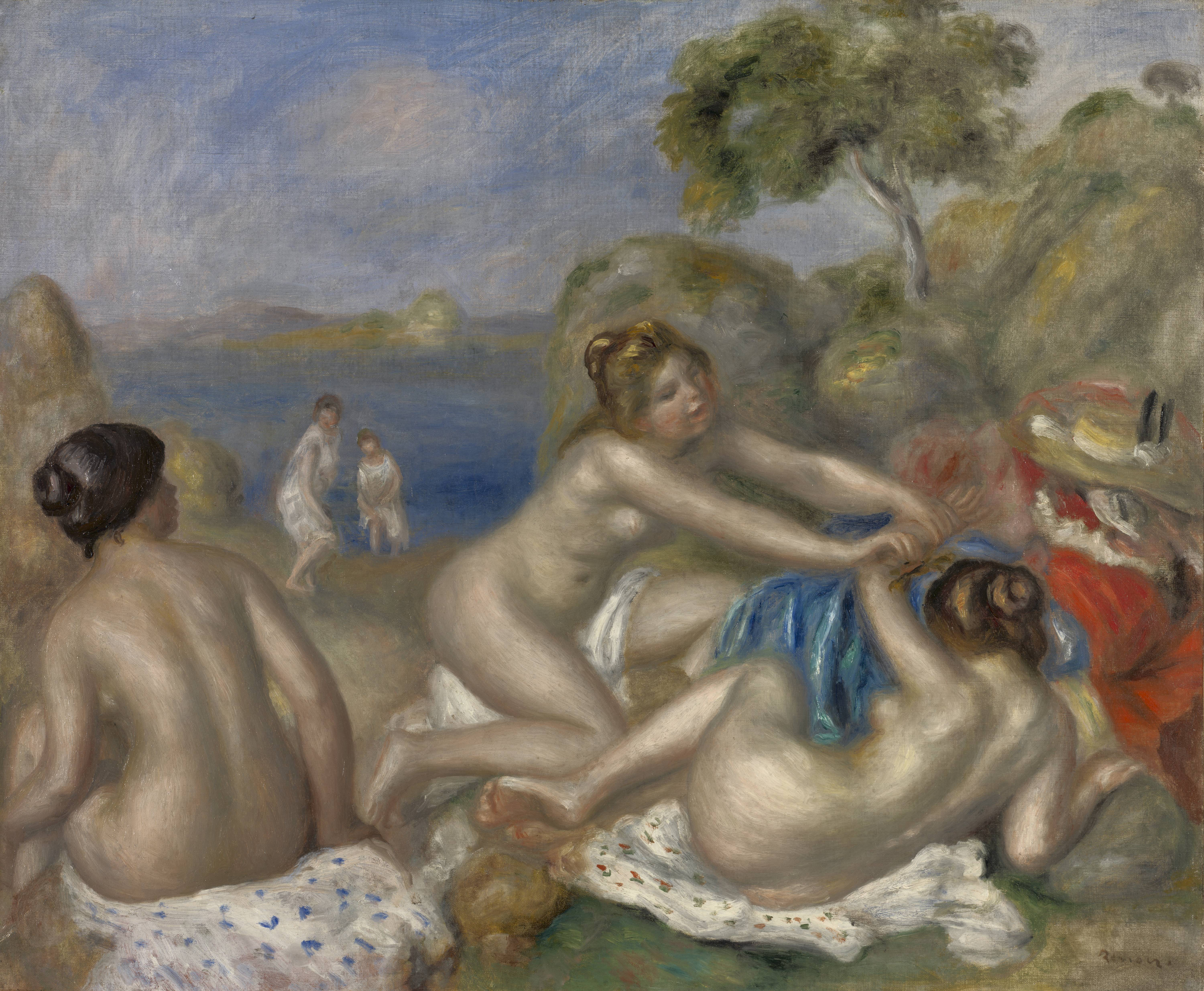
П'єр-Огюст Ренуар. Купальниці
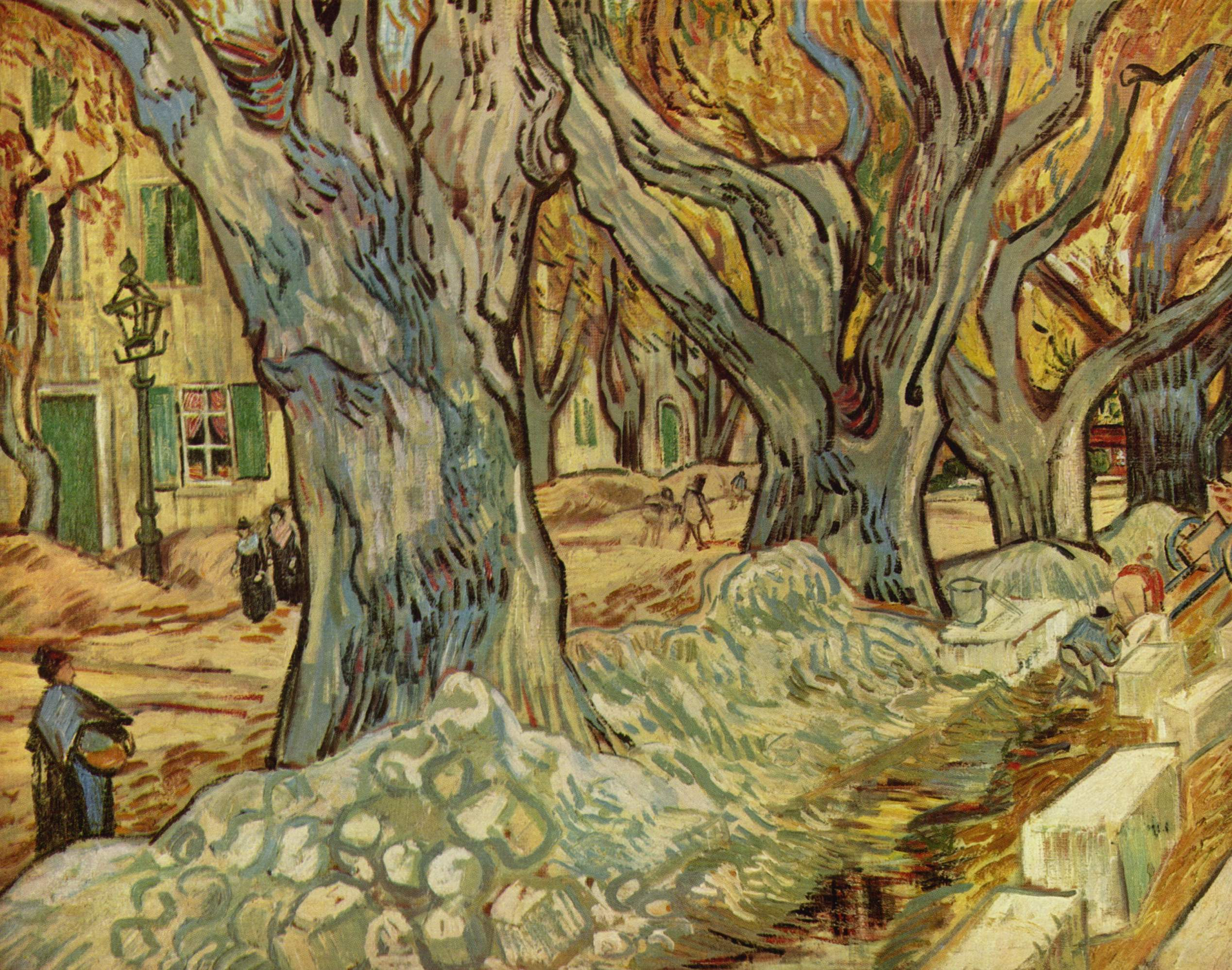
Вінсент ван Гог
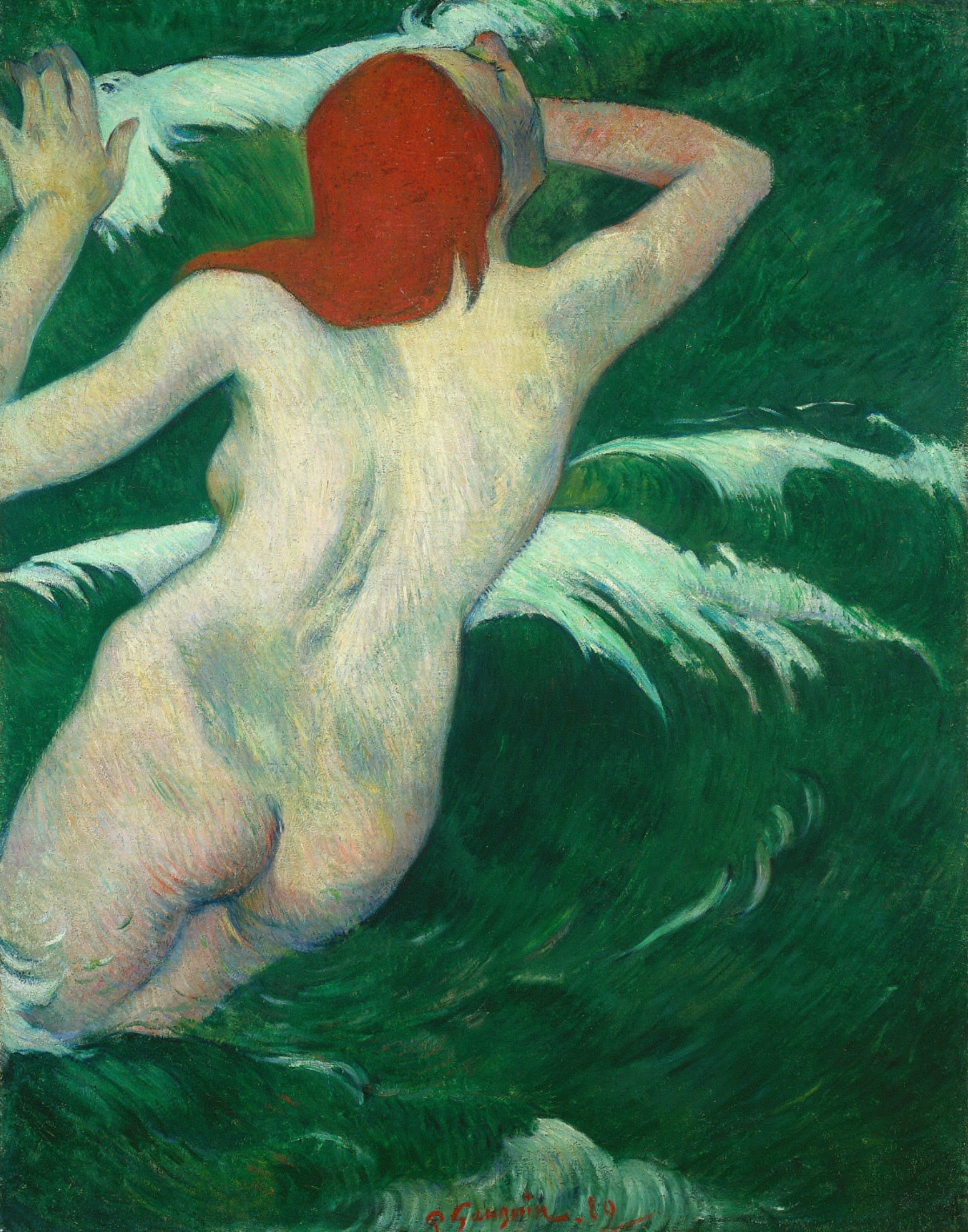
Поль Гоген. Ундіна
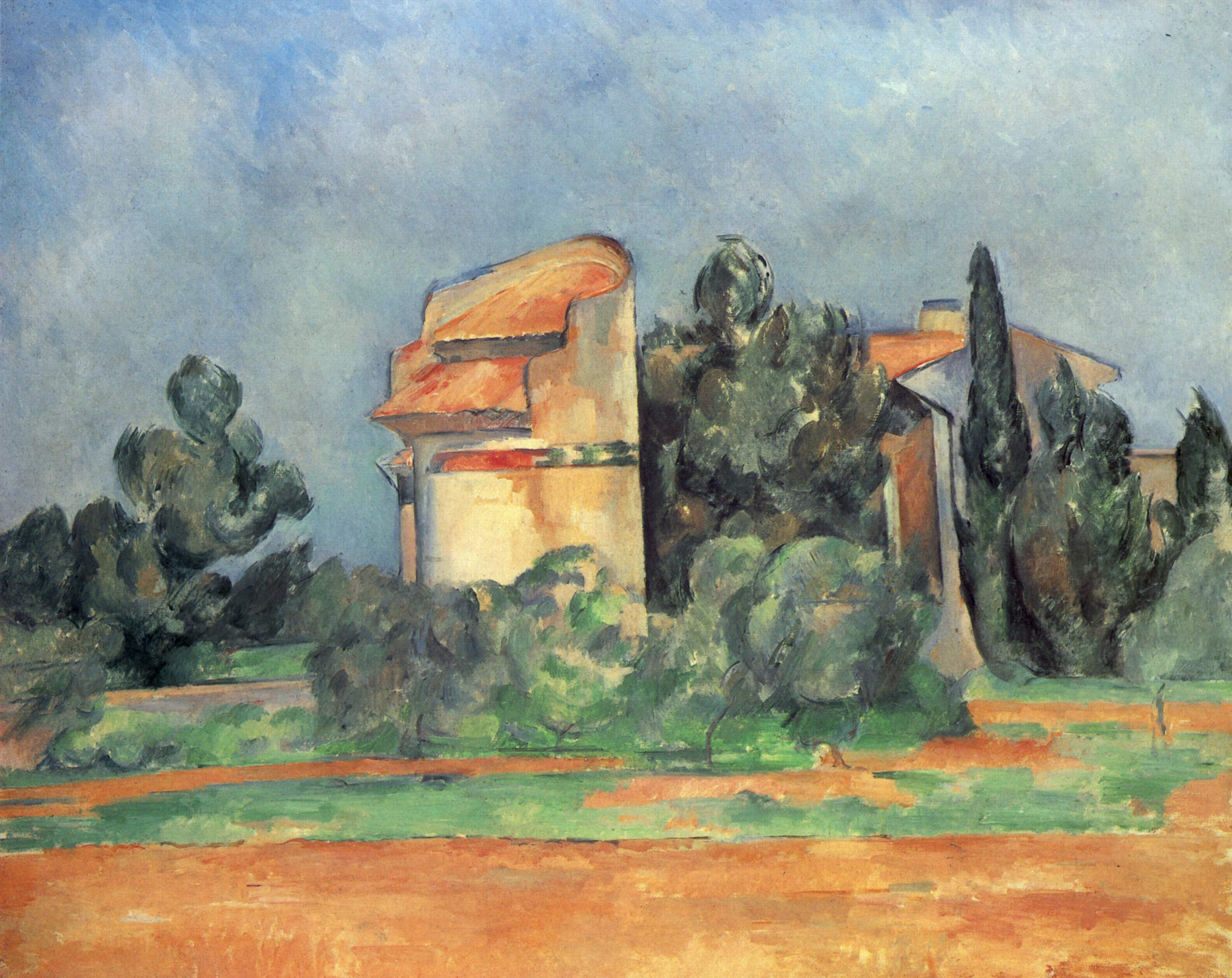
Поль Сезанн. Пейзаж
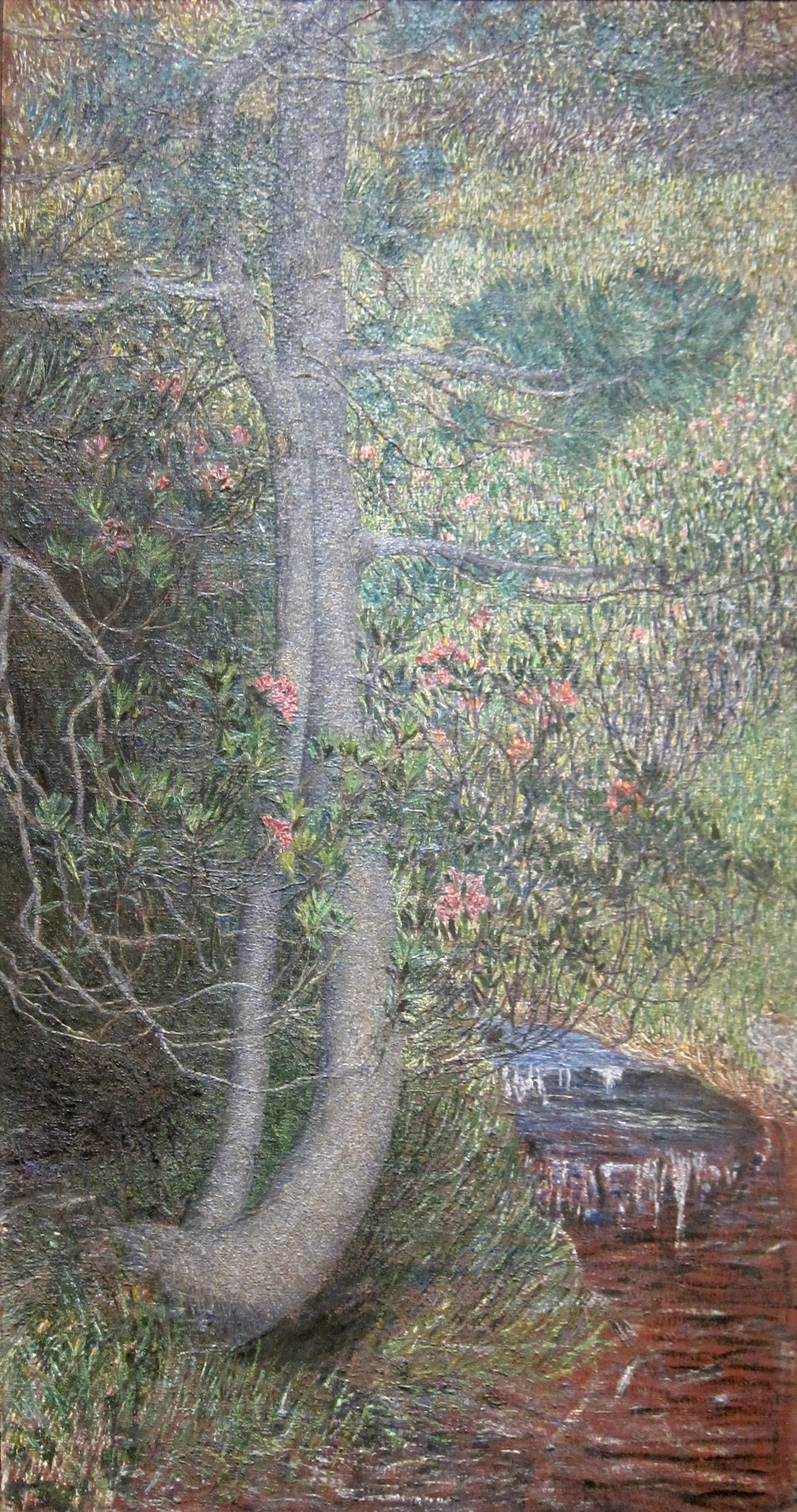
Джованні Сегантіні. «Стовбур сосни», бл. 1897 р.
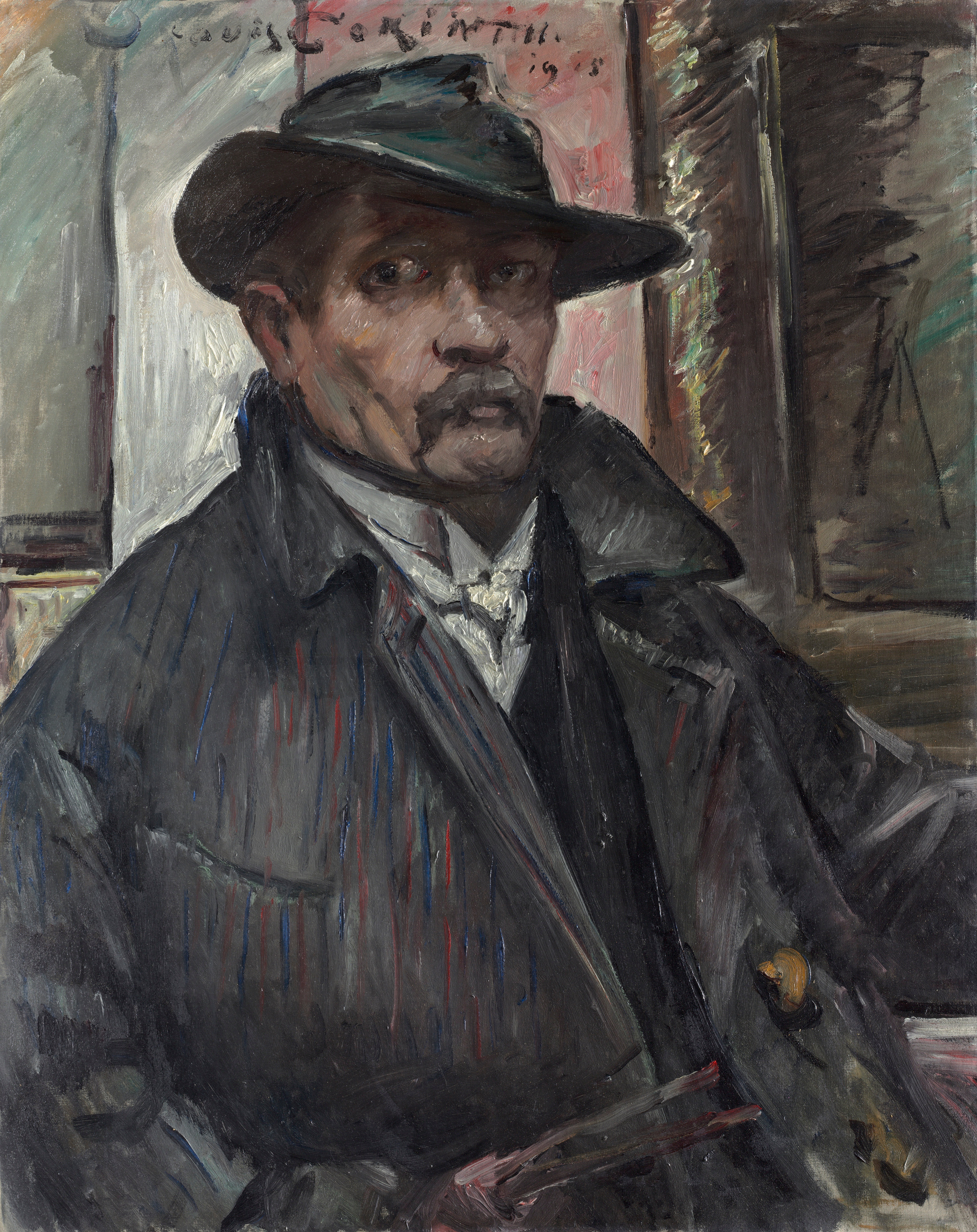
Ловіс Корінт. «Автопортрет в капелюху», 1926 р.

## Портретний жанр в Клівлендському музеї

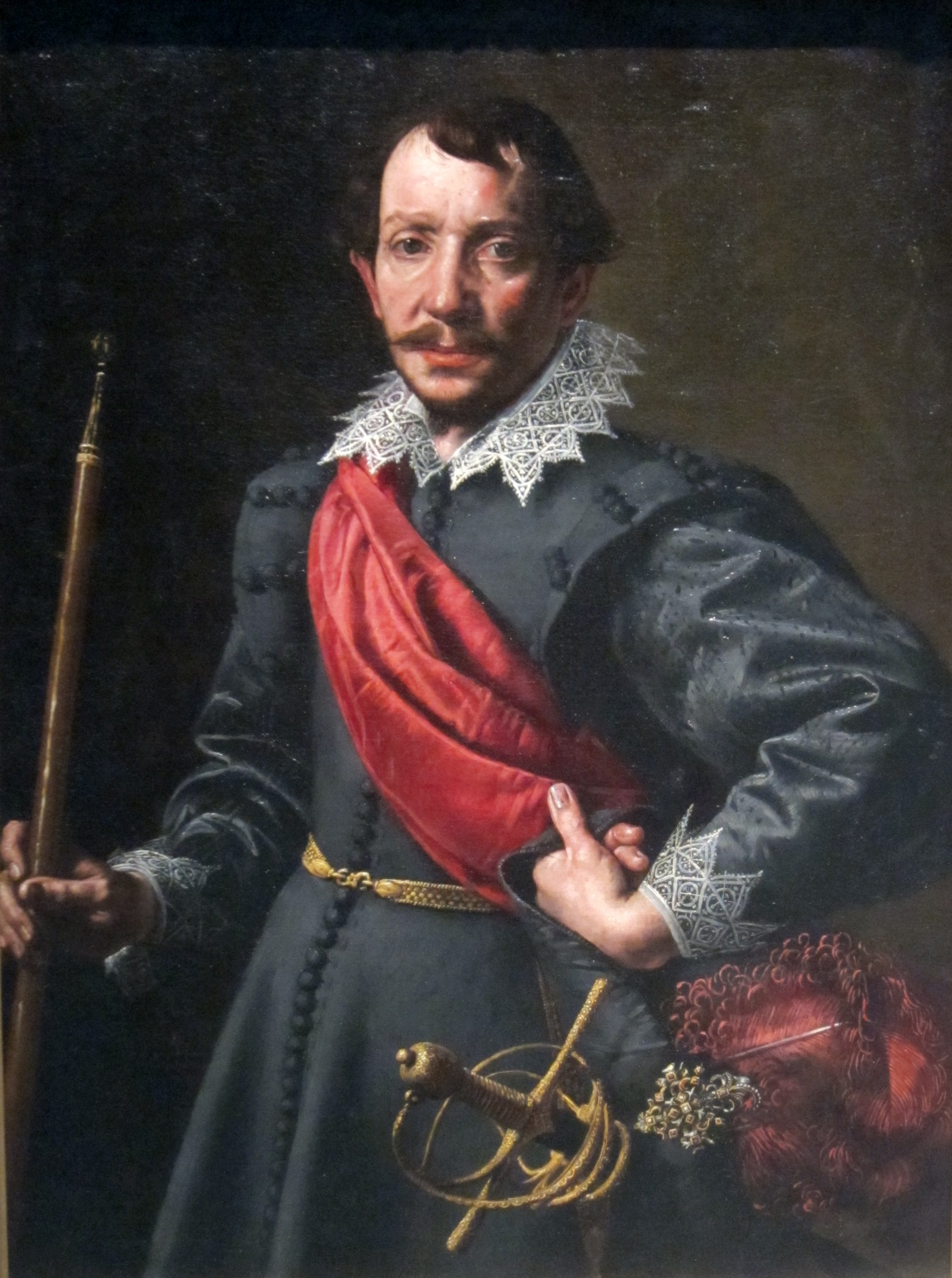
Танціо да Варалло. «Портрет невідомого офіцера», бл. 1620 р. Клівлендський музей мистецтв

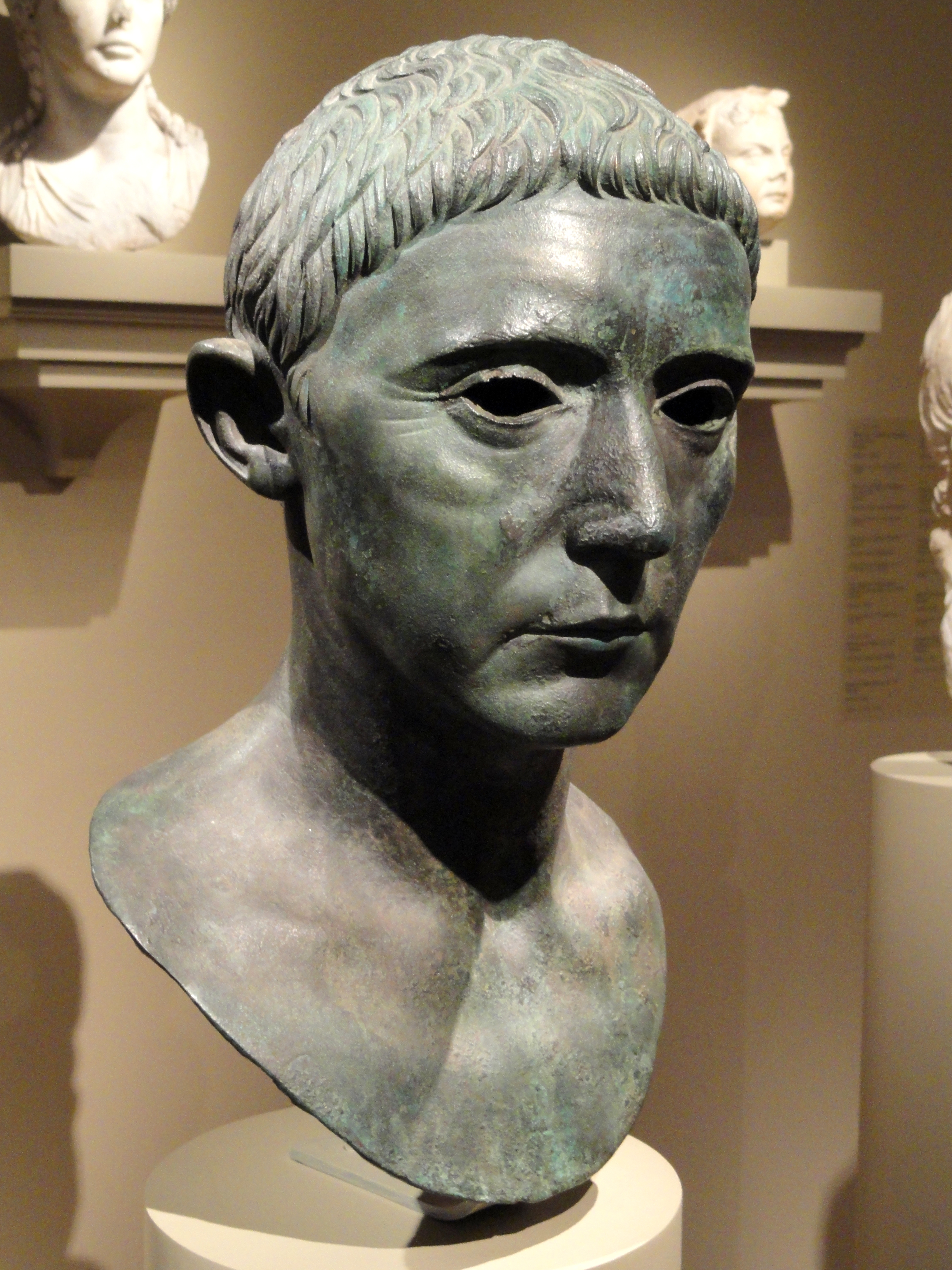
Портрет невідомого римлянина, пізній республіканський період, бл. 40-30 рр. до н.е., бронза.  Клівлендський музей мистецтв
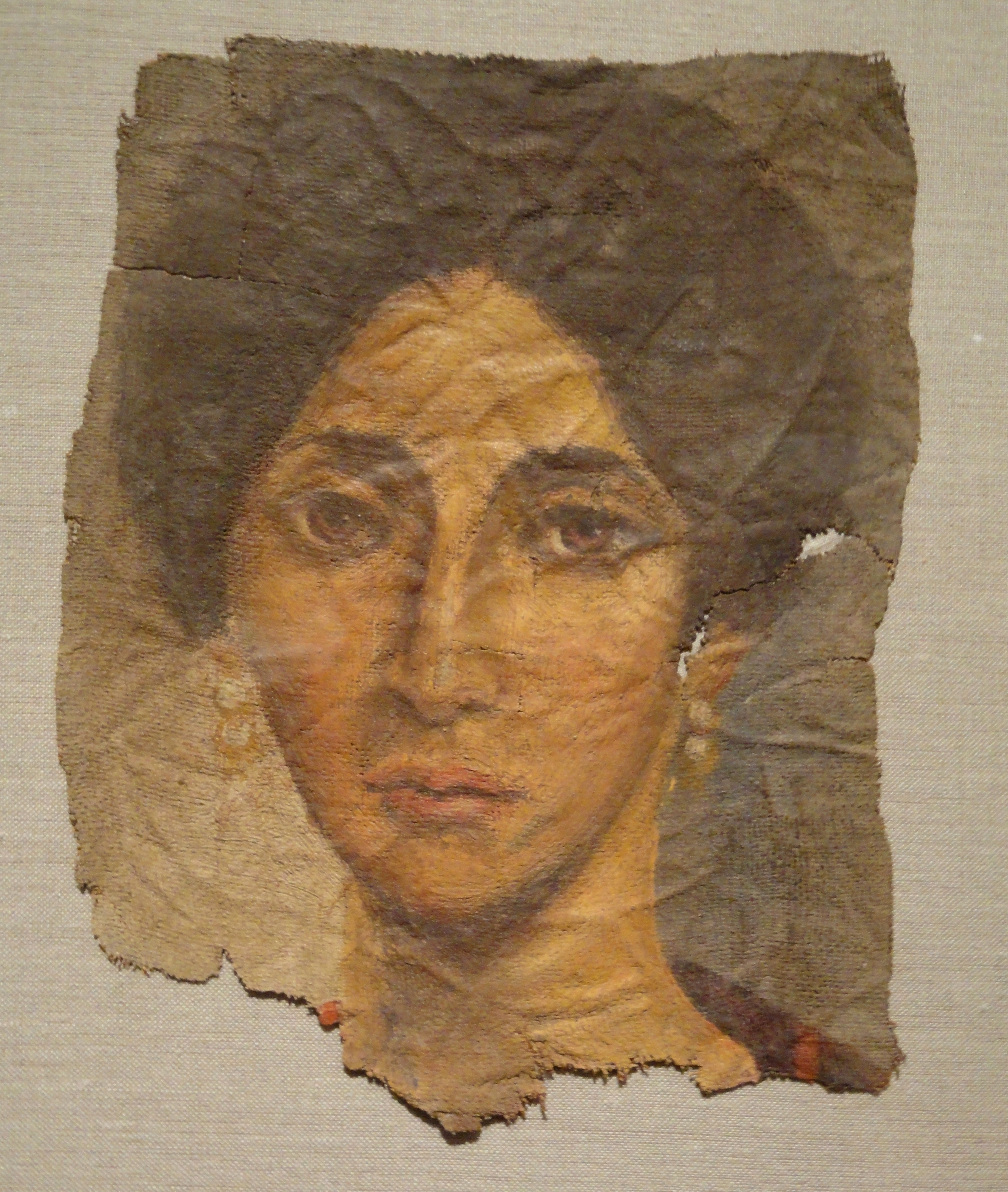
Так званий фаюмський портрет, невідома римського періоду, енвавстика, бл. 138-192 рр. н.е. Клівлендський музей мистецтв
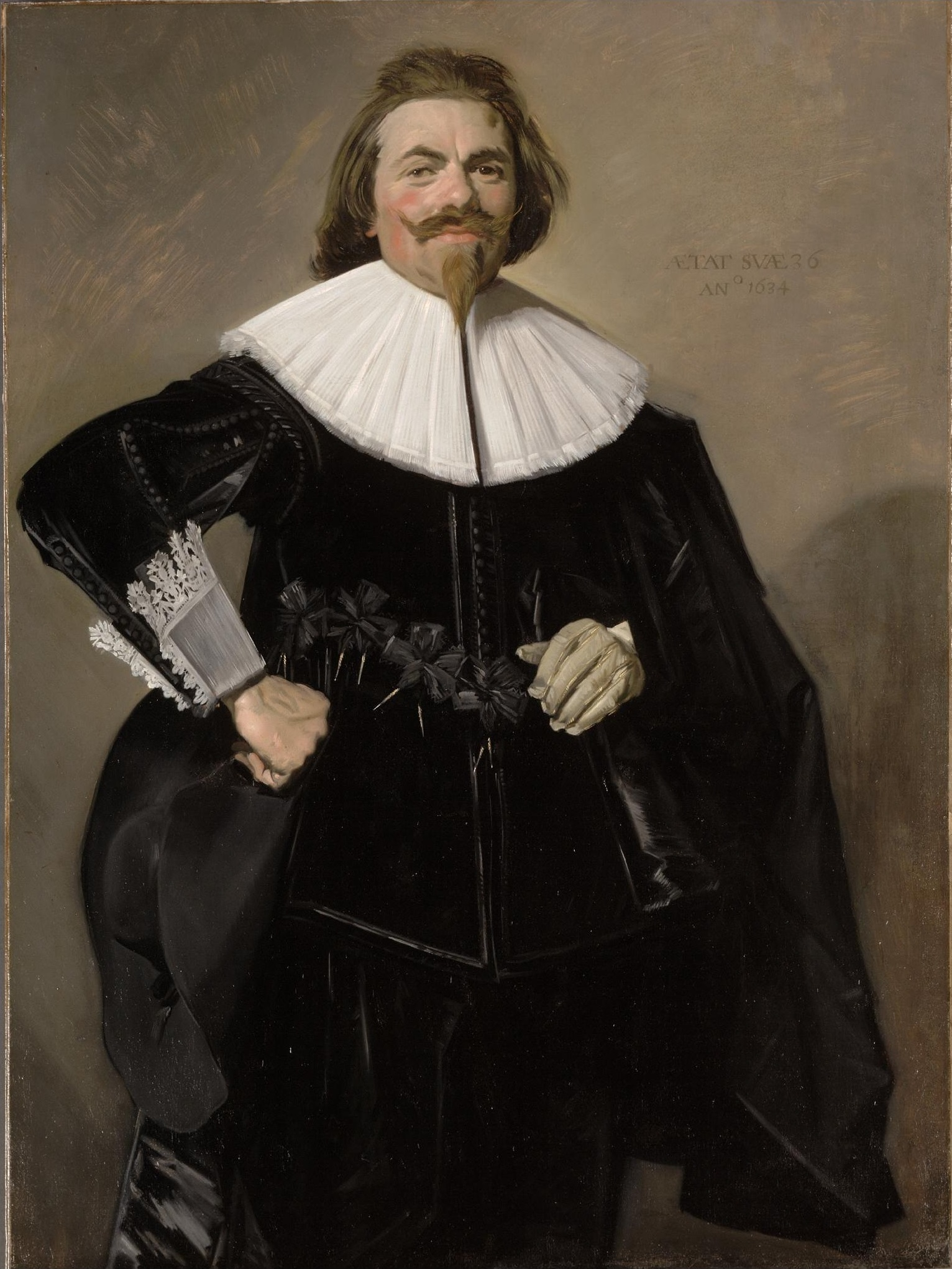
Франс Галс. Портрет Тілемана Роостермана
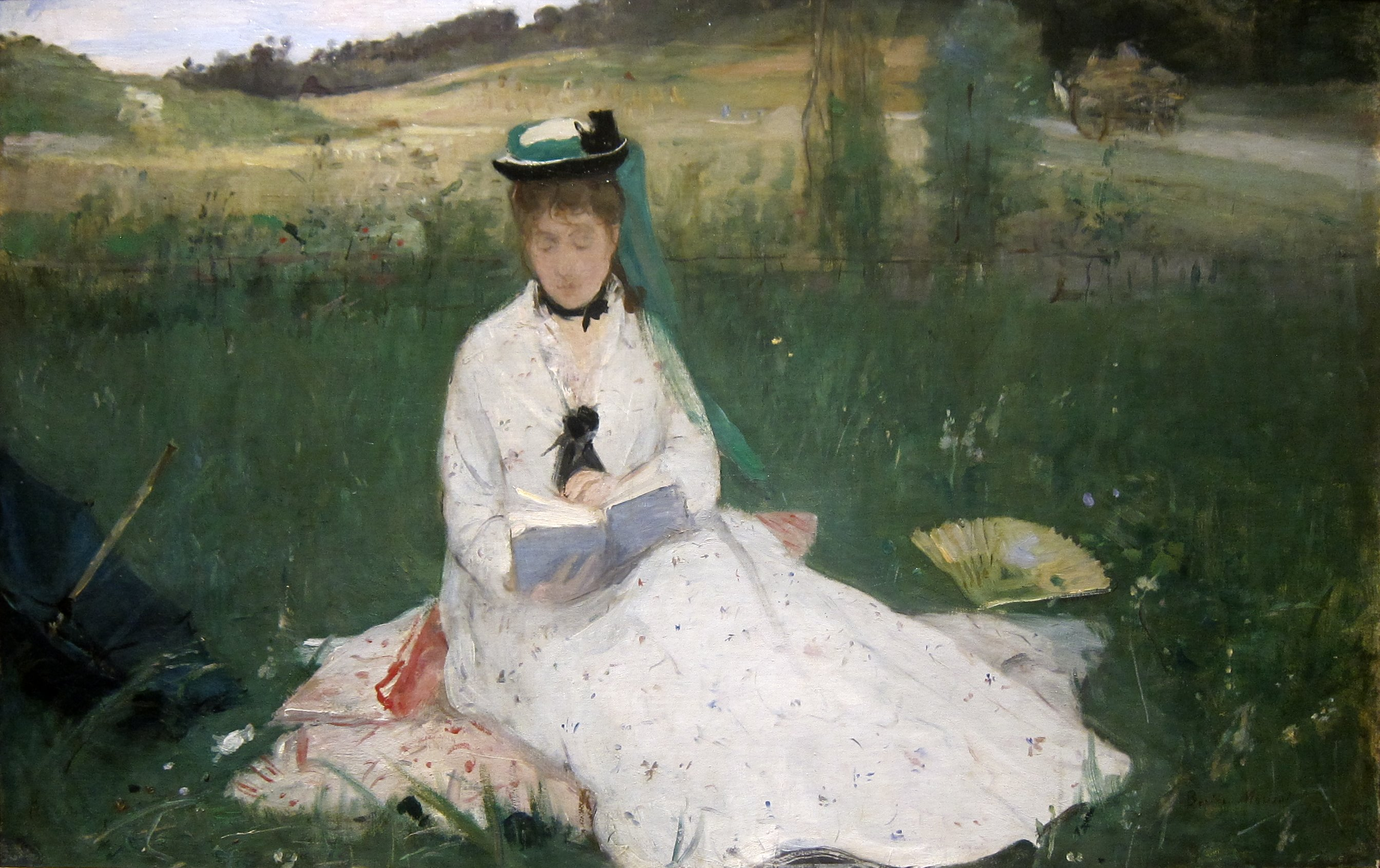
Берта Морізо. Автопортрет
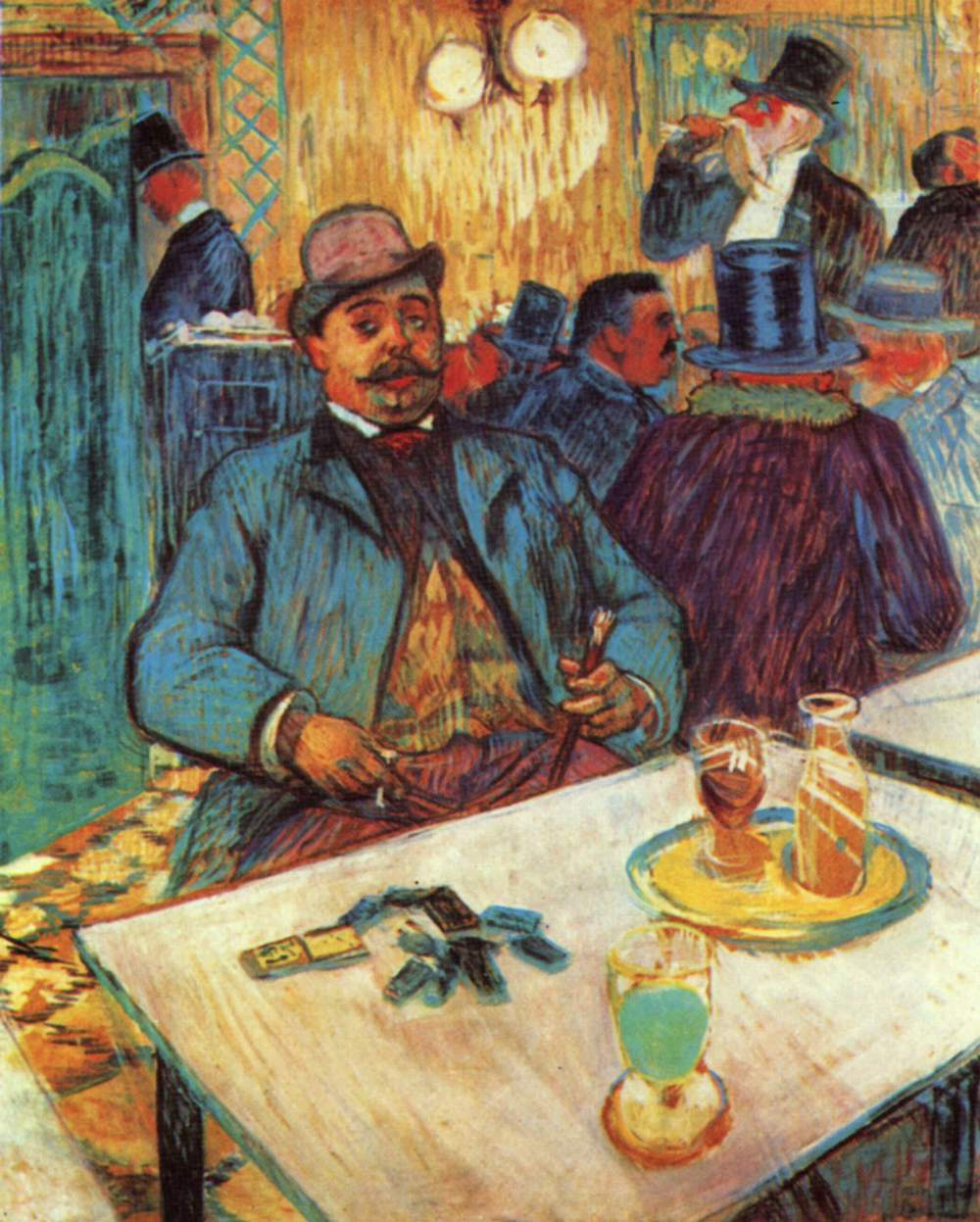
Анрі де Тулуз-Лотрек. Портрет пана Буало

## Порцеляна і кераміка Клівлендського музею мистецтв

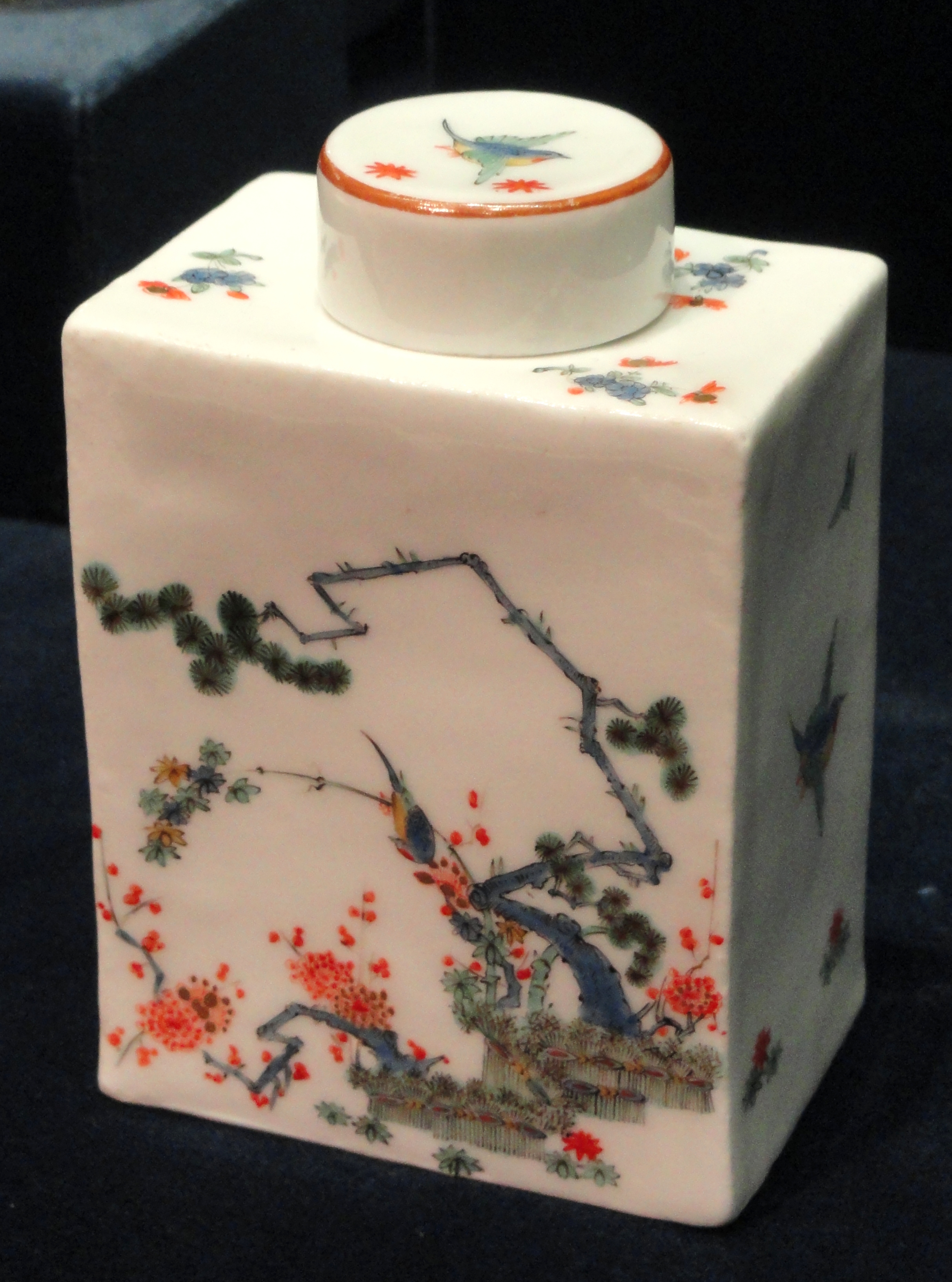
Мейсенська мануфактура. Контейнер для чаю, копія китайської форми, 1735 р.,
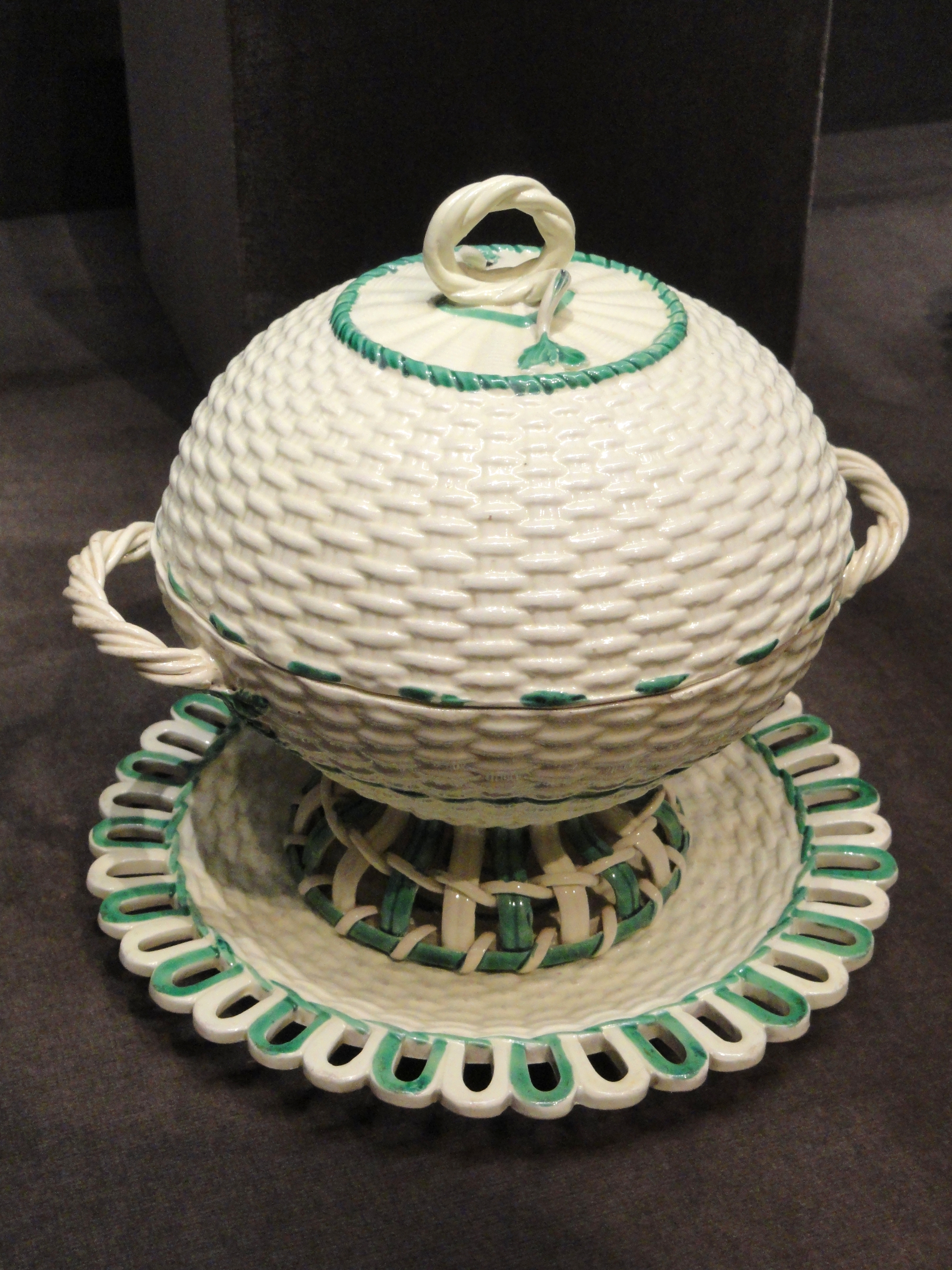
Джошуа Веджвуд і сини. Імітація плетеного кошика, порцеляна, період 1780-1804 рр.
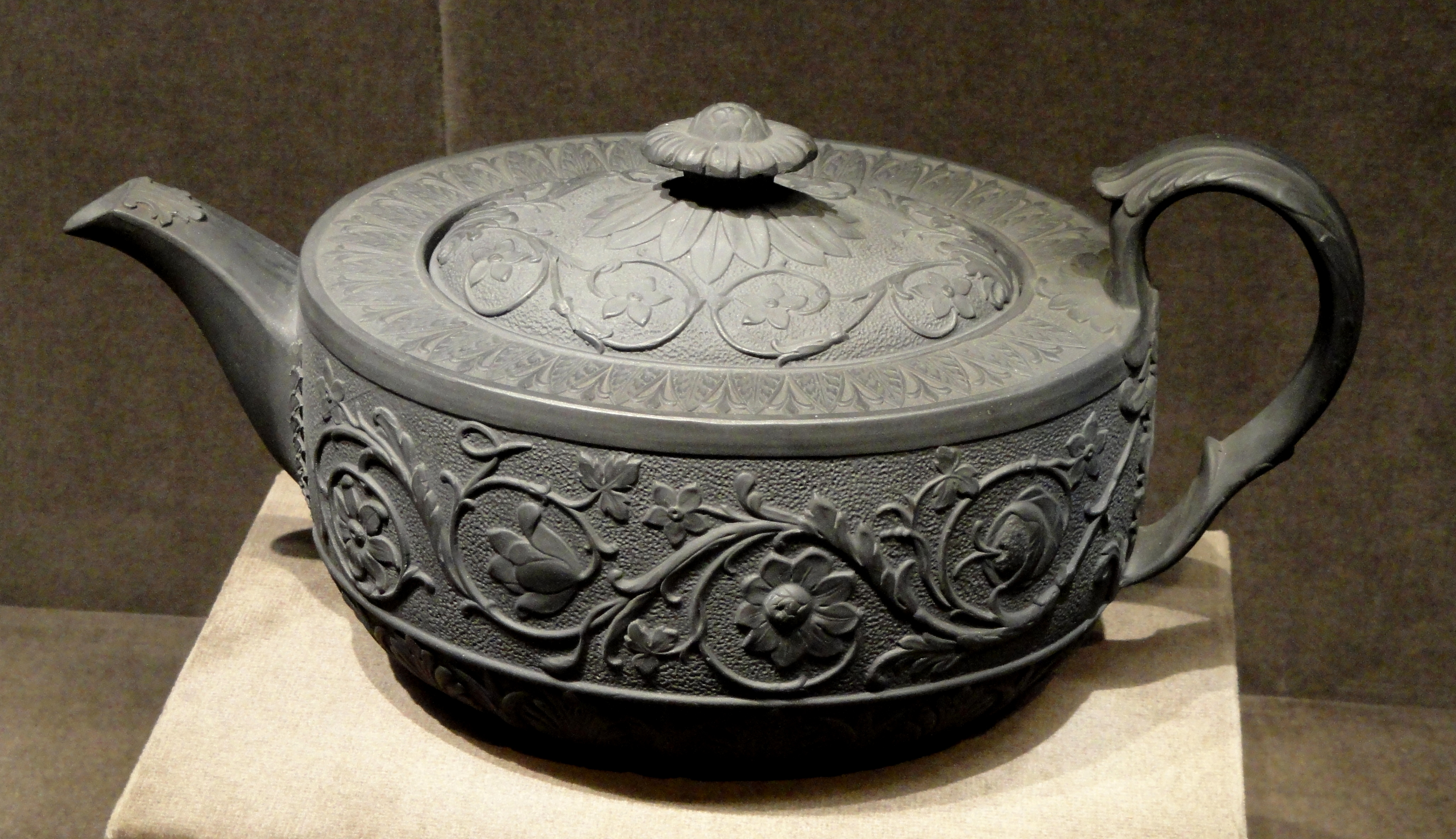
Еліа Мейєр та сини. Чайник (так званий чорний базальт), бл. 1810 р.
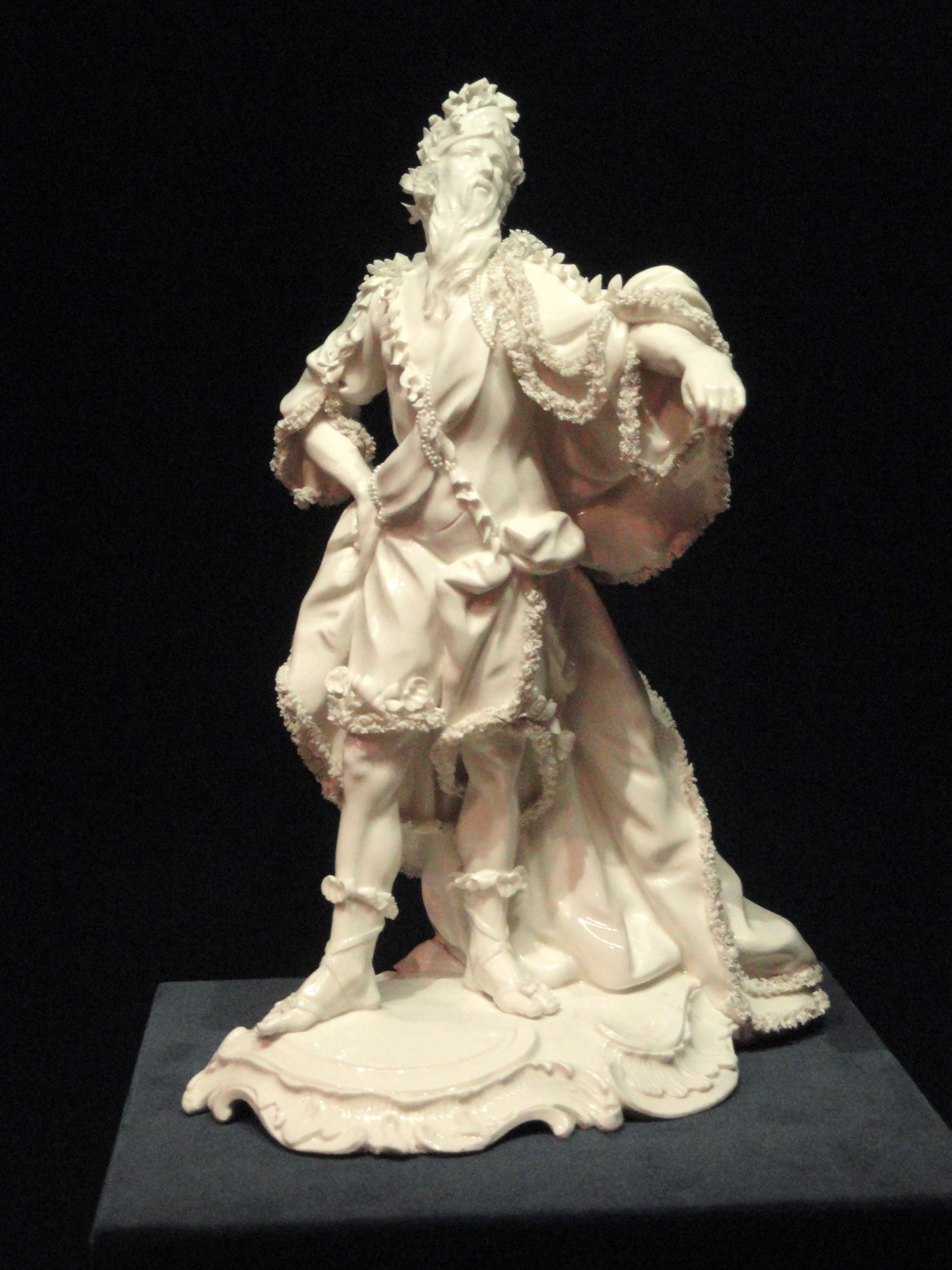
Модельєр Конрад Лінк. «Алегорична фігура Океана», бл. 1765 р., порцеляна, Франкенталь